# Duomo

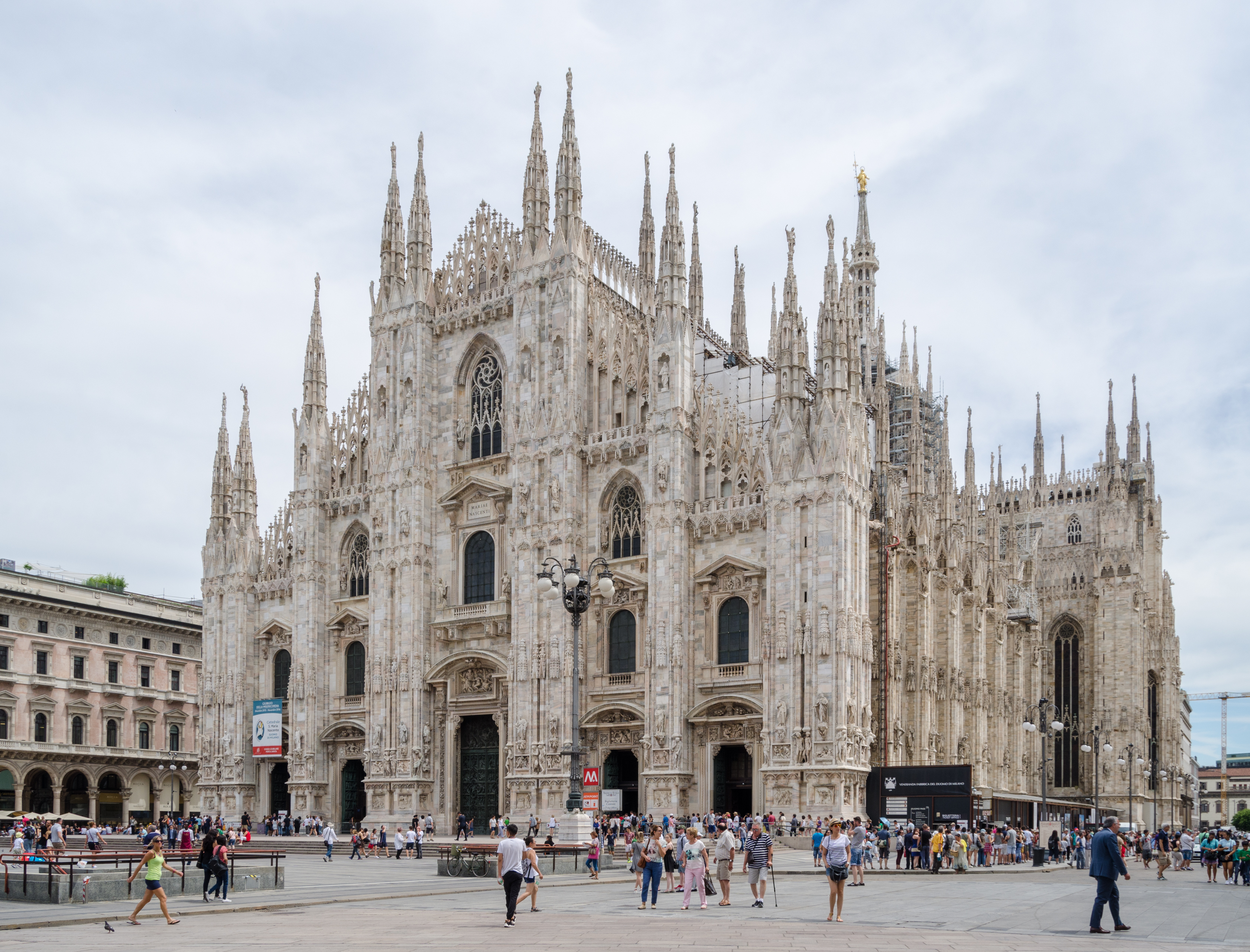
Il duomo di Milano

Il duomo è la chiesa principale di una città; coincide spesso con la cattedrale della diocesi.

## Etimologia

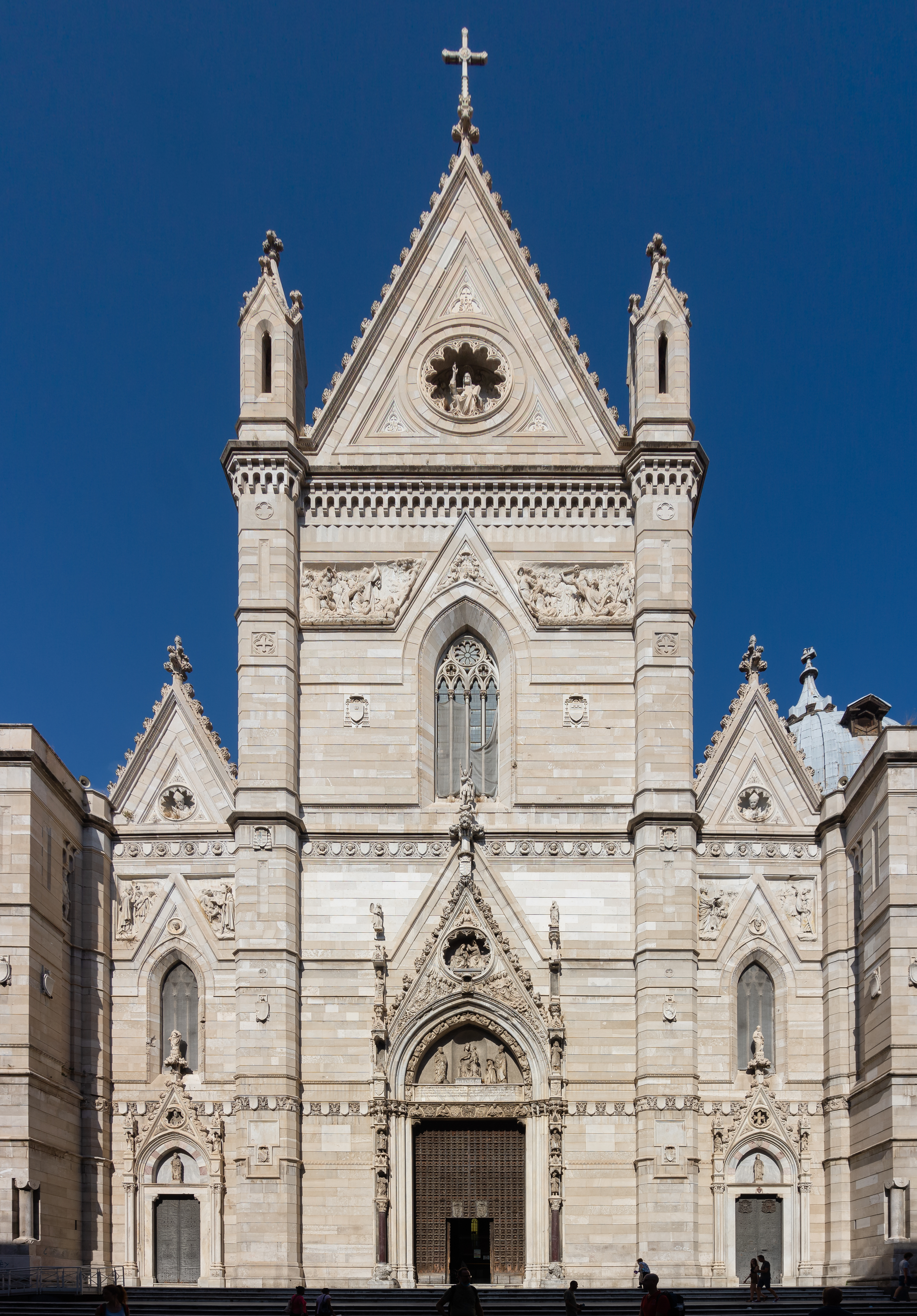
Duomo di Napoli

Il termine è l'esito italiano (con dittongazione romanza ŏ > uo) del vocabolo latino domus che nell'antica Roma significava semplicemente "casa" (mentre il latino casa equivaleva a capanna).
L'indicazione più antica del termine duomo risale al 1235 in un testo pratico senese ma, nella forma domo la parola è documentata anteriormente alla fine del XII secolo nell'opera Ritmo di Sant’Alessio (“et era una figura in illo domo / ket non era facta ià per mano de homo”). Come si vede da questa citazione, in Italia il termine aveva assunto il significato di chiesa principale in quanto cattedrale, ovvero domus episcopi o episcoporum, o domus ecclesiae, ovvero casa del vescovo, come riscontrabile anche in altri testi medievali toscani.
Il duomo nelle città a capo di una diocesi coincideva quasi sempre con la cattedrale, cioè chiesa dotata della cattedra vescovile. Tuttavia non si deve confondere il termine duomo con cattedrale. Per esempio il duomo di Monza non è sede vescovile quindi non è una cattedrale.
Con le invasioni barbariche avvenne un cambio linguistico, per la sovrapposizione di termini stranieri sui termini latini o per il generale cambio delle condizioni di vita. La parola casa sostituì il significato della domus, mentre le poche domus romane sopravvissute rimasero esempi inarrivabili per l'edilizia privata, tantomeno nei borghi e nelle città, ormai necessariamente cinti da mura e dall'estensione definita e limitata.
Proprio in quell'epoca il termine latino domus venne riservato alla "Casa di Dio" (Domus Dei), cioè la chiesa principale di una comunità. Questo passaggio linguistico avvenne solo in Italia e in Germania: in altri paesi le chiese principali si chiamano in altro modo.
La maggior parte delle chiese importanti del medioevo furono basiliche, perché si recuperarono le forme degli ex palazzi di giustizia romani, già molto diffusi. Tuttavia nei capoluoghi esistevano le costruzioni della ex corte imperiale che risaltavano sul resto dell'edilizia urbana, perché erano dotate di cupola. Questo elemento architettonico, grande novità del tardo impero, ebbe alto prestigio e fu portatore di significati e suggestioni legati al concetto di centralità del potere. Perciò il recupero delle costruzioni di cupole adattate alle chiese cristiane creò il concetto "duomo".
La cupola rimase un mito del medioevo, perché nessuno più sapeva come si potesse fare fino almeno a dopo l'anno Mille, quando il grande risveglio comunale produsse un recupero di queste tecniche e tornarono a esistere robusti edifici con soffitti a volta e cupole. Da allora "duomo" divenne anche sinonimo di "cupola", infatti in inglese e in francese, per esempio, con dome/dôme si indicano comunemente le cupole. 
Esistono quindi varie eccezioni alla regola, come Molfetta, che ha il duomo di San Corrado e la cattedrale di Santa Maria Assunta, o anche Ragusa, che ha il suo duomo a Ibla e la cattedrale nella città nuova, oppure a Bologna dove la cattedrale non è la chiesa più grande e famosa (la basilica di San Petronio). Ci possono essere anche due duomi in una stessa città, come nei casi di Brescia, con il duomo vecchio e il duomo nuovo, e di Caserta: il vecchio duomo sta nella vicina frazione di Casertavecchia e quello nuovo nell'omonima piazza. In altre città invece il termine duomo è assente: si pensi a Venezia, con la basilica dogale di San Marco e l'antica cattedrale di San Pietro.
Il termine "duomo" è estraneo al diritto canonico, pertanto è l'uso corrente a determinare se una chiesa possa chiamarsi duomo. Se la parola duomo non compare mai nella titolazione ufficiale che la diocesi dà a una chiesa, tale nome è registrato tuttavia, oltre che dall'uso comune, dalla toponomastica cittadina, mediante titolazioni quali "piazza del Duomo" e simili.